# Cultura nipo-brasileira

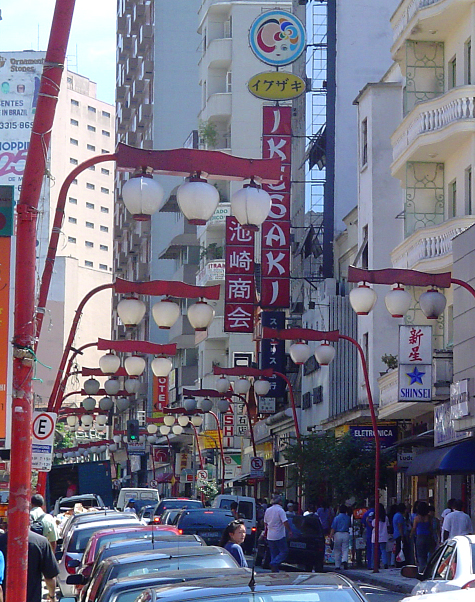
Bairro da Liberdade na cidade de São Paulo. São Paulo é a capital brasileira com maior número de nipo-brasileiros.

A cultura nipo-brasileira é produto da  imigração japonesa no Brasil, que começou a partir de 1908, quando chegou com navio Kasato Maru com 781 japoneses. De acordo com Cecília França Lourenço, "Os imigrantes japoneses constituem segmento diferenciado, dentre aqueles estabelecidos no Brasil, não só pelo evidente contraste cultural a envolver língua, hábitos, religião, mas pela contribuição ao desenvolvimento brasileiro em múltiplos aspectos, em especial nas artes visuais".

## História
No passado, os japoneses viajaram para o Brasil em busca de riquezas e pensavam que depois de ficar ricos iriam retornar para o Japão, porém isto não aconteceu com a maioria. Mas, a cada geração, os japoneses melhoraram suas vidas no Brasil e atualmente o país tem a maior comunidade japonesa fora do Japão, enquanto os brasileiros são um dos maiores grupos de estrangeiros presente no Japão.

## Na arte
No cinema, a cultura nipo-brasileira se destacou em Gaijin – Os Caminhos da Liberdade, Gaijin - Ama-me como Soue Corações Sujos.
Há também um grande número de eventos de cultura japonesa no Brasil, fazendo mais adeptos das tradições milenares, independente da origem étnica e religião e também resgatando as origens de muitos nipo-brasileiros, que com o decorrer do tempo, foi esquecida ou deixada de praticar. Um exemplo é o Tanabata Matsuri, ou Festival das Estrelas, celebrado em São Paulo no mês de julho.

### Artes plásticas
Uma das contribuições da colônia japonesa no desenvolvimento brasileiro é o campo das artes plásticas, onde a arte dos nipo-brasileiros chega a ser denominada de "escola nipo-brasileira". A constância dos nipo-brasileiros em participar dos salões, exposições e eventos foi decisivo para chamar a atenção, manter contatos entre os artistas. Com a chegada dos imigrantes japoneses pós-guerra, essas atividades tomaram novo impulso – ceramistas, artistas plásticos, artesões, fotógrafos chegaram no Brasil trazendo novidades nas concepções estéticas que ajudaram a "compor e dar novo formato as artes plásticas do Brasil", nas palavras de Antônio Henrique Bittencourt Cunha Bueno.
Em 1935 foi criada a Seibi-kai, uma organização situada em São Paulo que congregava um grupo de artista plásticos japoneses transferidos para o Brasil na condição de imigrantes. Foi um dos grupos de mais longa duração de que se tem notícia na história da pintura brasileira, mesmo descontando os anos de paralisação impostos pelo governo durante a segunda grande guerra. Esse grupo tinha por finalidade reunir os seus membros para troca de idéias e experiências, promover pequenas excursões nos fins de semana a fim de pintar ao ar livre, eventualmente viabilizar sessões de modelo vivo e também organizar exposições para mostrar ao público seus trabalhos de pintura e comercializá-los. O Seibi-kai desempenhou um papel decisivo na criação de princípios gerais para nortear os pintores que ali se reuniam. Também foi importante no cenário artístico pelas suas excursões artísticas.
O Seibi-kai editou 14 salões de periodicidade anual, respectivamente nos anos de 1952 a 54, de 58 a 60 e de 63 a 1970. Os três primeiros salões foram realizados em condições econômicas modestas, porém com o Cinquentenário da Imigração Japonesa, em 1958, ampliou-se a difusão e premiação. Antes não tinham catálogos e os prêmios ficaram restritos a diplomas, mas foi a partir de 1958 que conseguiram apoio, bem como levantar recursos com a venda de obras. A venda de obras permitia meios capazes de garantir a continuidade do evento.

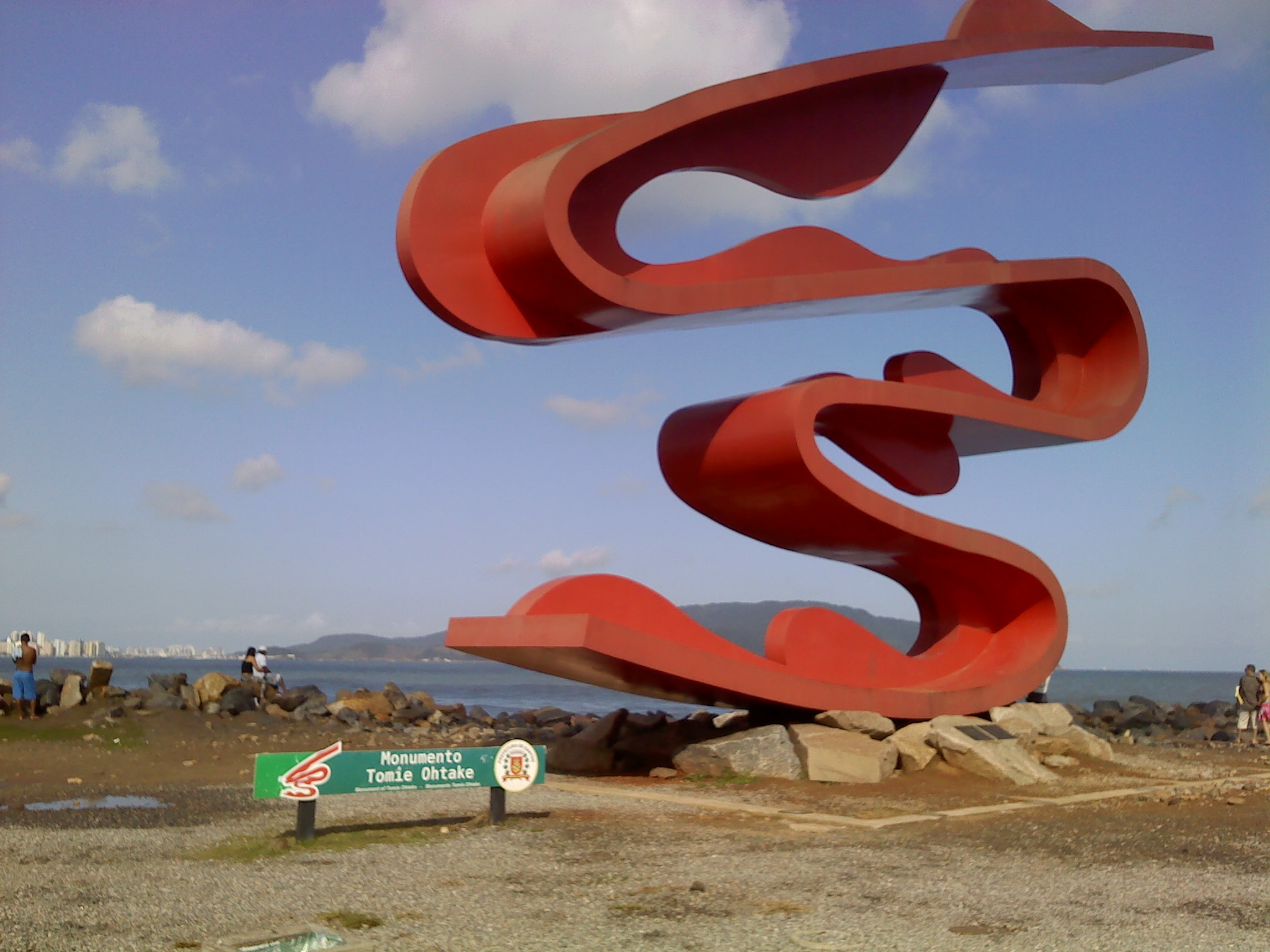
Monumento Tomie Ohtake em Santos

A última edição do Salão foi aberta em 10 de setembro de 1970 com 189 obras, nessa edição foi prestada uma homenagem póstuma para Walter Shigeto Tanaka. Aliás, uma das atividades da Seibi-kai era a homenagem póstuma de seus artistas e o reconhecimento do trabalho dos pioneiros. 1972 é o ano que o Seiki-kai encerra suas atividades, e no mesmo ano é instaurado um novo movimento artístico da comunidade nipo-brasileira e os artistas continuam suas atividades no I Salão Bunkyo, coordenado pela Sociedade Brasileira de Cultura Japonesa.
Outro grupo artístico com grande participação de nipo-brasileiros foi o Grupo Guanabara ao qual foi formado em torno de Tikashi Fukushima, o grupo chegou a contar com 34 integrantes, na maioria imigrantes italianos e japoneses ou seus descendentes, entre eles artistas que participam do Seibi-kai e do Grupo dos 15. O Grupo Guanabara foi criado em 1950 e os seus encontros conduzem a ideia de criação de um espaço em que os artistas pudessem discutir seus trabalhos preservando a diversidade de tendências de seus membros. Após dez anos de atividade, o grupo se desfaz.
No final da década de 70, os nipo-brasileiros tinham uma situação diferente no que se diz em matéria de interação, situação contrária se comparada aos tempos da Segunda Guerra Mundial, quando eram vistos com desconfiança pela população e pelo governo, logo, nesses novos tempos, após a guerra, as galerias adquiriam sistematicamente a produção dos abstratos, onde após as primeiras Bienais eram abertas as oportunidades de difusão de suas produções e conquistando a crítica. Havendo colecionadores interessados nesses artistas, tanto no Brasil como no exterior, havendo colecionadores na própria colônia.
A arte na década de 80 foi influenciada pelo aparecimento de outros artistas e também pela atuação dos pioneiros, como Tomoo Handa, abstracionistas, como Manabu Mabe, Tikashi Fukushima, Tomie Ohtake, Kazuo Wakabayashi e outros, onde atuaram, no desenvolvimento artístico, como também nos interesses da comunidade de artistas.

### Cerâmica
A ceramista Kimi Nii referência internacional no que diz respeito a produção escultórica e utilitária de cerâmica de alta temperatura. A artista iniciou suas atividades com cerâmica em 1978 no Brasil, após isso seus trabalhos foram expostos no Japão. Foi uma das designers brasileiras selecionadas para comercializar produtos na loja do Museu de Arte Moderna (MoMA), em Nova Iorque. A artista é descrita como uma referência aos artistas mais jovens.
Hideko Honma também se destaca nacionalmente como ceramista, inicialmente fazia cursos de cerâmica, mas sem obter os resultados esperados, até que em 1988, foi Japão para se aperfeiçoar, desde então volta ao país com frequência para se atualizar e no Brasil acabou se tornando uma referência nacional, construiu uma marca com um alto valor agregado que é procurada pelos principais arquitetos do país, e linhas de cerâmicas utilitárias utilizado por famosos chefs.
Natural da cidade de São Paulo, Danielle Yukari, formada em Desenho da Moda pela Faculdade Santa Marcelina, inicialmente trabalhou como estilista até que foi introduzida a cerâmica por meio de uma amiga. Após isso, fez cursos e começou a produzir encomendas até que se mudou para Los Angeles e em 2019 passou a viver em Nova Iorque onde montou um estúdio. Prossegue com o projeto Yūkari em que desenvolve e cria objetos funcionais para a vida cotidiana.

### Cinema

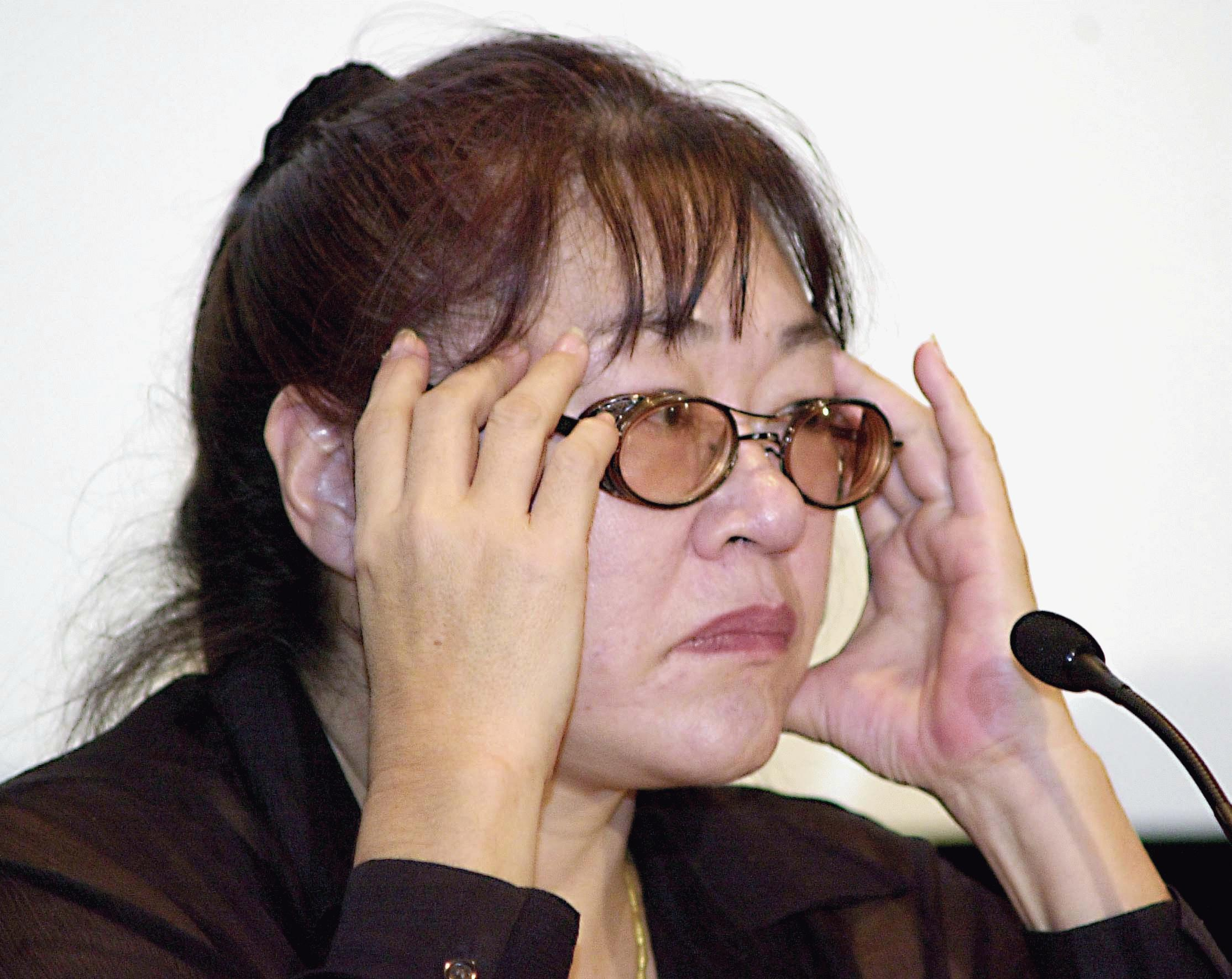
A cineasta nipo-brasileira Tizuka Yamasaki

As primeiras exibições de filmes japoneses no Brasil ocorreram no Estado de São Paulo na década de 1920, por meio de pessoas pertencentes a colônia japonesa. O imigrantes organizavam caminhões de cinema ambulante que se deslocavam para os núcleos rurais da colônia japonesa. Eram projetados, documentários, noticiários ou filmes de ficção. Frequentemente essas sessões ocorriam em lugares sem rede de energia elétrica, para funcionar o projetor era ligado a um gerador, que por sua vez era acionado na roda de um veículo automotor, possibilitando a geração de energia e a exibição.

Cabe destacar a atuação da diretora de cinema, produtora, roteirista assistente de direção e designer de produção, a nipo-brasileira Tizuka Yamasaki. Yamasaki após trabalhar em vários filmes na década de 1970, fundou sua própria produtora, em 1980, dirigiu seu primeiro longa-metragem, Gaijin – Os Caminhos da Liberdade, com o qual conquistou vários prêmios, incluindo o de melhor filme no Festival de Cinema de Gramado e uma menção especial do júri no Festival de Cannes daquele ano. Após isso, lançou vários filmes e foi agraciada com premiações tanto no Brasil, quanto no estrangeiro. Em 2000, o Ministério da Cultura entregou-lhe a Ordem do Mérito Cultural, que é uma homenagem do governo brasileiro para as personalidades, grupos e instituições que se destacaram nos trabalhos prestados à cultura brasileira.

### Literatura
Um dos nomes mais conhecidos na difusão de haicais é Hidekazu Masuda Goga, o poeta nasceu na província de Kagawa, no Japão, em 8 de agosto 1911, imigrou para o Brasil em 1929. Praticante do haicai em japonês e em português, foi também destacado estudioso do haicai e da sua aclimatação ao Brasil. Sendo seguidor de Nempuku Sato, que foi o mestre responsável pela divulgação do haicai entre os imigrantes japoneses no Brasil. Antes Goga escrevia a seu modo, mas ao conhecer Sato em 1935, foi que se dedicou bastante ao haicai.
Um dos criadores do Grêmio Haicai Ipê em maio de 1987, que desde sua fundação, o Grêmio tem sido uma referência para o estudo sobre o haicai em português no Brasil. Através do trabalho de seus membros, os conceitos do haicai tradicional japonês têm sido adaptados e divulgados pelo país. Também fundou o Grêmio Haicai Caleidoscópio, em agosto de 1993, dedicado à composição de haicais encadeados (renku).
Em 2004, recebeu o "Masaoka Shiki International Haiku Grand Prize" pelo seu trabalho de difusão internacional do haicai. Onde Goga foi descrito como um "líder, incansavelmente se esforçando para edificar e para aumentar ainda mais a valorização do haicai".

### Moda

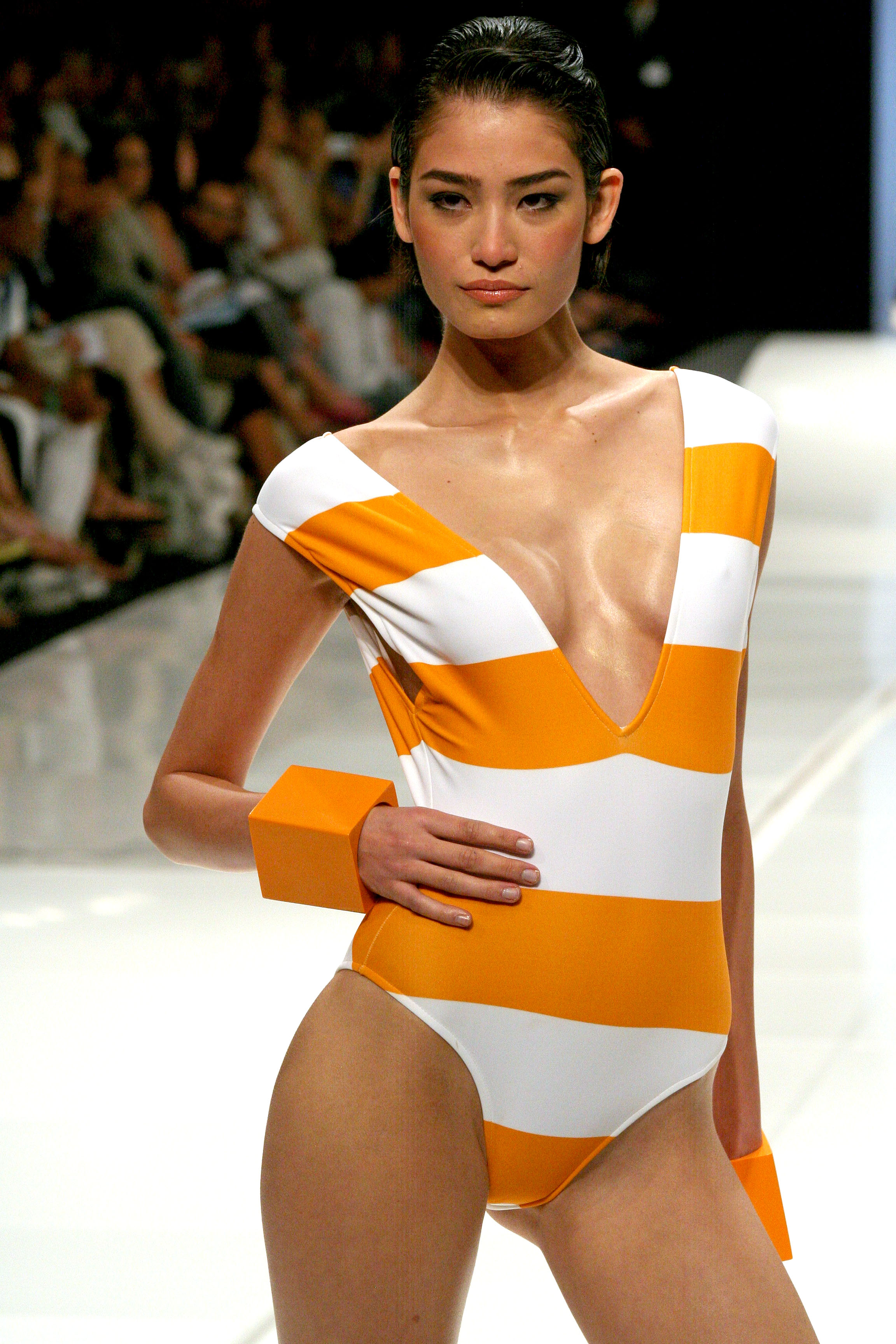
A modelo Juliana Imai possui ancestralidade japonesa proveniente da região de Gifu-ken.

Modelos brasileiras com ancestralidade japonesa são requisitadas no Japão, as mestiças em especial possuem demanda por geralmente contar com estatura mais alta e características corporais mais atraentes para o mercado publicitário japonês, pois mantém as características faciais, o que ajuda as consumidoras japonesas se identificarem. Para esse segmento há agências de modelos que trabalham com pessoas miscigenadas com o intuito de as promover no mercado nipônico.
No que se refere às modelos, a paranaense Juliana Imai se destaca como a top model oriental mais famosa do mundo, possui uma das carreiras mais bem sucedidas do mundo da moda. De acordo com a modelo, ser o resultado da mistura entre japoneses e portugueses foi um diferencial para ela. Já desfilou para Dolce & Gabbana, Gucci, Diane von Fürstenberg e Armani.
Outra nikkei que possui destaque como modelo é Aline Nakashima que fez trabalhos para a Sports Illustrated. Aline foi descoberta em uma festa da Marilyn Agency, na ocasião foi apresentada para Marilyn Gauthier, que gostou de seus traços. Foi contratada para campanhas publicidades de várias marcas e empresas como Armani, GAP, Mercedes-Benz, Nivea, Ralph Lauren, Sephora, Victoria's Secret, entre outros.
Jum Nakao se sobressai como estilista, inicialmente Nakao cursou artes plásticas na FAAP, mas não concluiu o curso por não ter feito as matérias de licenciatura, então fez cursos voltados para a moda no CIT (Centro Industrial Têxtil), na década de 90 atuou na Carmim e desligou-se da grife especialmente para se dedicar ao evento Phytoervas Fashion, um desfile, que serviu para vitrine para suas criações, após isso foi contratado para atuar como gerente de criação na Zoomp, o estilista teve uma grande relevância com a coleção A Costura do Invisível. Em 2004, a coleção A Costura do Invisível foi apresentada na São Paulo Fashion Week, todas as etapas do processo foram compiladas e foi gerado um DVD e um livro, ao qual ambos são denominados A Costura do Invisível. Além do Brasil, Nakao já teve seus trabalhos expostos na França e no Japão.
A estilista Erika Ikezili é nikkei paranaense formada em desenho da moda Faculdade Santa Marcelina, trabalhou como assistente de Alexandre Herchcovitch. Em 2000, seus trabalhos foram expostos no Projeto Lab - Casa de Criadores, na mesma época começou a comercializar suas criações. Em 2005, participou da Fashion Rio. Também já participou várias vezes da São Paulo Fashion Week, inclusive uma das vezes teve seus trabalhos apresentados na São Paulo Fashion Week de 2008, na qual a temática foi a do Centenário da imigração japonesa ao Brasil, na ocasião também foram apresentadas as criações da também nikkei Karen Fuke, que já trabalhou para Triton, em outra oportunidade, também pela Triton, Fuke foi a responsável pela criação das peças que foram utilizadas por Paris Hilton na São Paulo Fashion Week de 2011.
O cabeleireiro e maquiador Celso Kamura é conhecido por ter numerosas clientes conhecidas aos quais possuem as mais diversas ocupações, como a apresentadora Angélica, personalidades como Grazi Massafera, ou políticas como Marta Suplicy e a ex-presidente Dilma Rousseff. Kamura já cuidou da parte estética das modelos que participaram da SPFW.

### Histórias em quadrinhos e animações

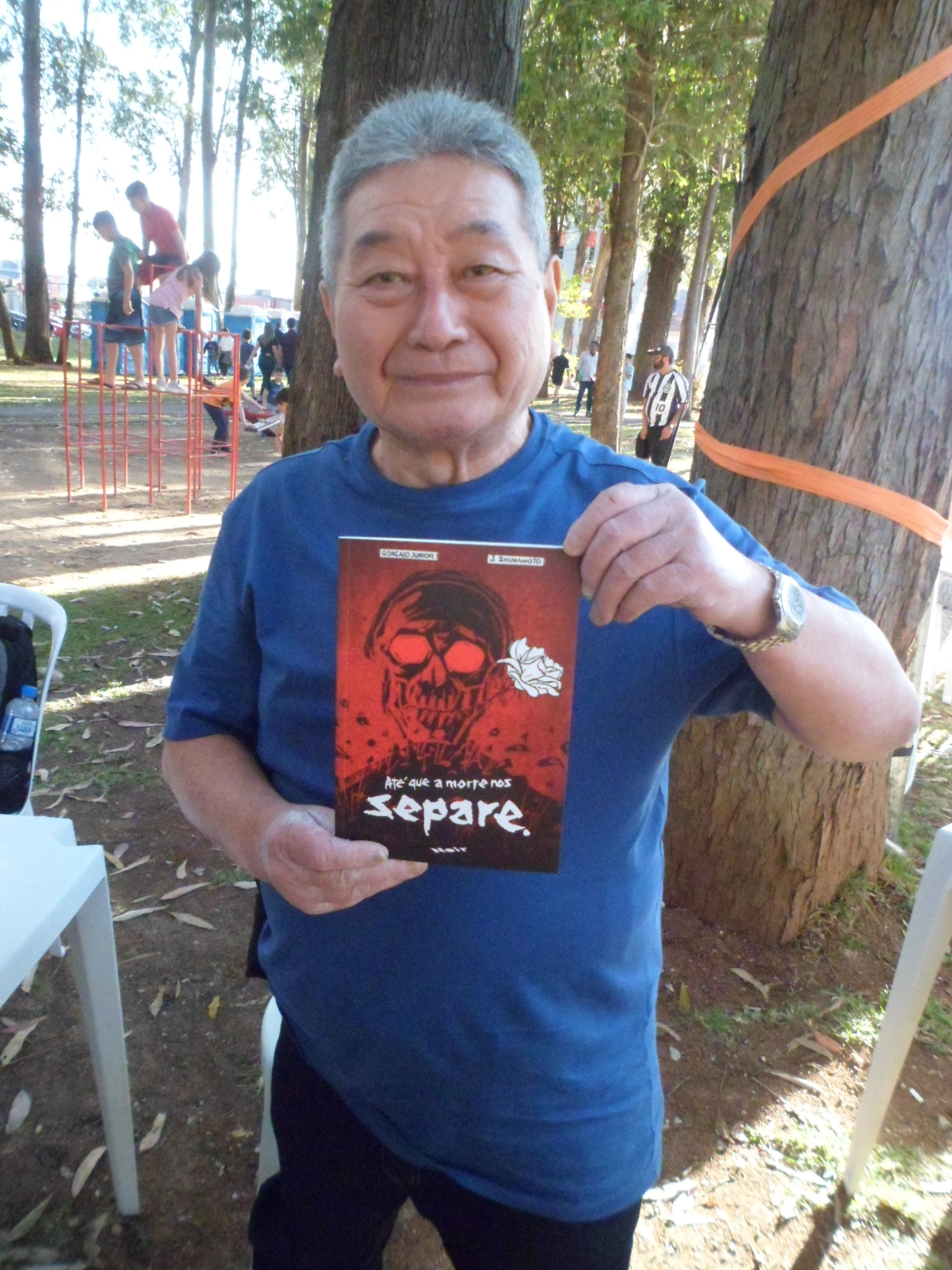
Julio Shimamoto

Piconzé (1972), filme animado deYpê Nakashima

Claudio Seto um dos pioneiros do mangá no Brasil

Em 1959, o nipo-brasileiro Julio Shimamoto publica pela Editora Outubro, Shimamoto produziu várias histórias protagonizadas por Miyamoto Musashi, muitas delas foram compiladas em dois álbuns Musashi I (2002) e Musashi II (2003) pela editora Opera Graphica. Embora descendente de japoneses, Shimamoto demostra influência de artistas ocidentais como Syd Shores e Hal Foster.
Entre 1959 a 1963, o cartunista brasileiro nascido no Japão, Ypê Nakashima produziu e dirigiu a série de curtas animados Papa-Papo, que no entanto, é considerada mídia perdida, uma vez que algumas esquetes encontram-se perdidas e há uma mobilização na internet para encontrar e disponibilizar as gravações e os storyboards. A chegar no Brasil, produziu charges e tiras (yonkomas) para publicações da colonia japonesa, tais como Cooperativa Agrícola de Cotia, Nippak Shimbum e São Paulo-Shimbun.
Na década de 1970, Nakashima finalizou e exibiu Piconzé, que foi uma das primeiras longa-metragens de animação brasileiras e o segundo colorido do país, o filme foi premiado com a Coruja de Ouro do Instituto Nacional do Cinema (INC), por conta dos trabalhos no longa, Ypê desenvolveu uma artrose no ombro, chegou a iniciar um novo longa-metragem, contudo, viria a falecer em 6 de abril de 1974, vítima de uma hemorragia interna. Inspirado no pai, o filho Itsuo Nakashima torna-se um animador, tento inclusive trabalhado em animações da Turma da Mônica da Mauricio de Sousa Produções.
Em 1964, o desenhista Minami Keizi resolve apresentar seu personagem Tupãzinho, o guri atômico, em editoras paulistas. Inspirado em Astro Boy, de Osamu Tezuka, o personagem apresentava as características típicas dos mangás (quadrinhos japoneses). Ao ver os desenhos do personagem, o desenhista Wilson Fernandes aconselha Keizi a mudar a anatomia para um estilo mais próximo dos quadrinhos americanos; no ano seguinte, Keizi publica tiras diárias do Tupãzinho no jornal Diário Popular (atual Diário de São Paulo), e desta vez Keizi passa a se basear no estilo desenvolvido por Warren Kremer para os personagens Gasparzinho, Riquinho e Brasinha  da Harvey Comics.. No ano seguinte, publica uma revista do Tupãzinho pela editora Pan Juvenil, de Salvador Bentivegna e Jinki Yamamoto, quando Keizi se torna supervisor da editora. A Pan Juvenil não andava bem financeiramente, e ainda em 1966 Keizi publica o Álbum Encantado, pela Bentivegna Editora, com adaptações de fábulas infantis escritas pelo próprio Keizi. O que diferencia essa publicação é que Keizi orientou os desenhistas Fabiano Dias, José Carlos Crispim, Luís Sátiro e Antonio Duarte a seguirem o estilo mangá; logo em seguida  Bentivegna e Yamamoto convidam Keizi para ser sócio na EDREL (Editora de Revistas e Livro); o Tupãzinho virou símbolo da EDREL. A editora também foi responsável por revelar outro descendente de japoneses influenciado pelos mangás, Claudio Seto.
Pela EDREL, Seto publicou os personagens Flavo (também inspirado em Astro Boy), Ninja, o Samurai Mágico, Maria Erótica e O Samurai. Outros descendentes de japoneses trabalharam na editora, como Fernando Ikoma e os irmãos Paulo e Roberto Fukue, entretanto, nem todos apresentavam influência dos mangás. Paulo Fukue, por exemplo, criou Tarun, um herói com influências de Tarzan. Fernando Ikoma teve contato com os mangás através dos trabalhos de Keizi e de Seto, e acabaria sendo o primeiro a escrever sobre mangás no livro A Técnica universal das histórias em quadrinhos, publicado no início da década de 1970; o livro dava continuidade ao Curso Comics, um curso por correspondência, inicialmente escrito por Minami, Fabiano Dias, Crispim e Seto. Em 1972, Minami Keizi se desentende mediante os projetos editorais de Jinki Yamamoto, e sai da EDREL. Salvador Bentivegna já havia saído da editora após terminar de pagar as dívidas da Pan Juvenil e criara a editora Roval. Após a saída de Keizi, Paulo Fukue assume seu posto como diretor de arte, e chegou a ser interrogado nas dependências da Policia Federal por conta das publicações adultas da editora. Anteriormente, Keizi também fora chamado para prestar esclarecimento, porém nunca foi agredido. Por conta dessa ocorrência, Paulo e o irmão saíram da editora, posteriormente saiu Yamamoto, e por fim a EDREL foi desativada. No mesmo ano, Keizi cria um nova editora, Minami & Cunha Editores (M & C Editores), em parceira com Carlos da Cunha; pela editora, são publicadas duas revistas escritas por Gedeone Malagola, A Múmia (desenhado por Ignácio Justo) e O Lobisomem (um misto de lobisomem e vampiro, ilustrado por Nico Rosso e Kazuhiko Yoshikawa, ambas as séries haviam sido publicadas inicialmente pela GEP, onde era desenhada por Sérgio Lima). Também pela Minami & Cunha, Paulo Fukue lança o one-shot Sanjuro, O Samurai Impiedoso (1973) parceria com Paulo Hamasaki, que conta a história de um samurai no Velho Oeste, o personagem foi inspirado no personagem do filme Tsubaki Sanjūrō (1962) e Akira Kurosawa, Hamasaki foi diretor de arte e arte-finalista da Bidulândia Serviços de Imprensa atual Maurício de Sousa Produções, também citava influências de artistas ocidentais, tais como o americano Frank Frazetta.
Em 1978, Seto passou a fazer parte da editora Grafipar de Curitiba, onde trouxe de volta sua personagem Maria Erótica, que era publicada pela Edrel, republicou suas histórias de samurai e voltou a desenhar mangás com seu Super-Pinóquio (outro personagem inspirado em Astro Boy), além de roteirizar Robô Gigante, ilustrado por Watson Portela criou também a personagem de faroeste Katy Apache, uma brasileira criada entre índios apaches. Seto também se tornou editor na Grafipar, que também publicou trabalhos de Minami Keizi, Julio Shimamoto e Fernando Ikoma.

### TV

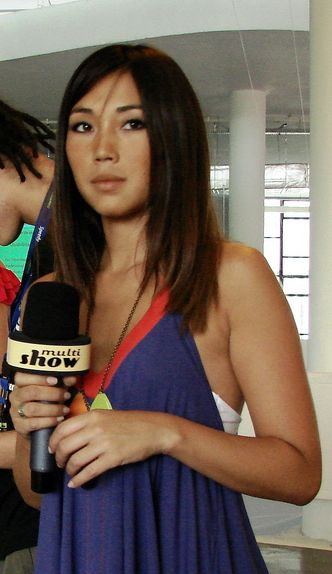
Daniele Suzuki é a atriz nipo-brasileira mais conhecida do Brasil

Os brasileiros descendentes de japoneses têm pouca visibilidade na mídia brasileira. A presença de nipo-descendentes em comerciais, telenovelas e filmes é rara e é marcada por estereótipos, uma vez que "o padrão de imagem imposto no Brasil ainda é para personagens voltados para atores brancos". Atores de origem oriental reclamam que apenas conseguem papéis caricatos e que remetem ao estereótipo do japonês, como de feirantes e pasteleiros ou de aficionados por tecnologia, praticantes de artes marciais e vendedores de sushi. Em testes para um papel na televisão, há relatos de atores que são obrigados a forçar um "sotaque japonês", mesmo estando a comunidade nipônica na quarta e na quinta geração no Brasil. Dificilmente um ator oriental consegue um papel "normal", que não tenha relação com a sua origem étnica. A atriz Daniele Suzuki, por exemplo, afirma que, por ser de origem japonesa, suas personagens "sempre eram estereotipadas, engraçadas" e que ela "sempre aparecia de quimono".
Na televisão, Rosa Miyake foi a primeira nipo-brasileira famosa por cantar músicas do Roberto Carlos em japonês e protagonizou a novela brasileira Yoshico, um Poema de Amor, transmitida pela TV Tupi de janeiro a março de 1967 no horário das 18h. Rosa Miyake foi apresentadora do saudoso programa "Imagens do Japão" durante 35 anos (1970-2005), exibido nas emissoras brasileiras, com 5 horas de duração, com a melhor programação da televisão japonesa. Nelson Matsuda e Suzana Matsuda também foram os apresentadores do saudoso programa Japan Pop Show durante 28 anos (1973-2001), exibido na Bandeirantes, TV Gazeta e CBI, também com 5 horas de duração, com a melhor programação da televisão japonesa. Na música brasileira, cabe mencionar Bento Hinoto, guitarrista do finado grupo Mamonas Assassinas.
Artistas, militantes e entidades da comunidade nipônica criticam especialmente a Rede Globo. Segundo o jornal Folha de S. Paulo, em 2016, para a novela Sol Nascente, atores orientais que fizeram teste para os papéis foram dispensados e a emissora escalou artistas brancos para interpretar personagens de origem japonesa na novela. Integrantes da comunidade nipônica acusam a emissora de racismo e de fomentar o yellowface, prática semelhante ao blackface, quando atores são escalados para interpretar papéis de um grupo étnico ao qual não pertencem. Essa prática não é novidade na Rede Globo: na novela Geração Brasil, de 2014, um ator branco interpretou um sul-coreano e teve de usar fita adesiva para mudar o formato dos olhos. A escolha de atores brancos para interpretarem personagens orientais causou indignação nas redes sociais.
A atriz Ana Hikari foi a primeira protagonista nipo-brasileira da Rede Globo.

## Culinária

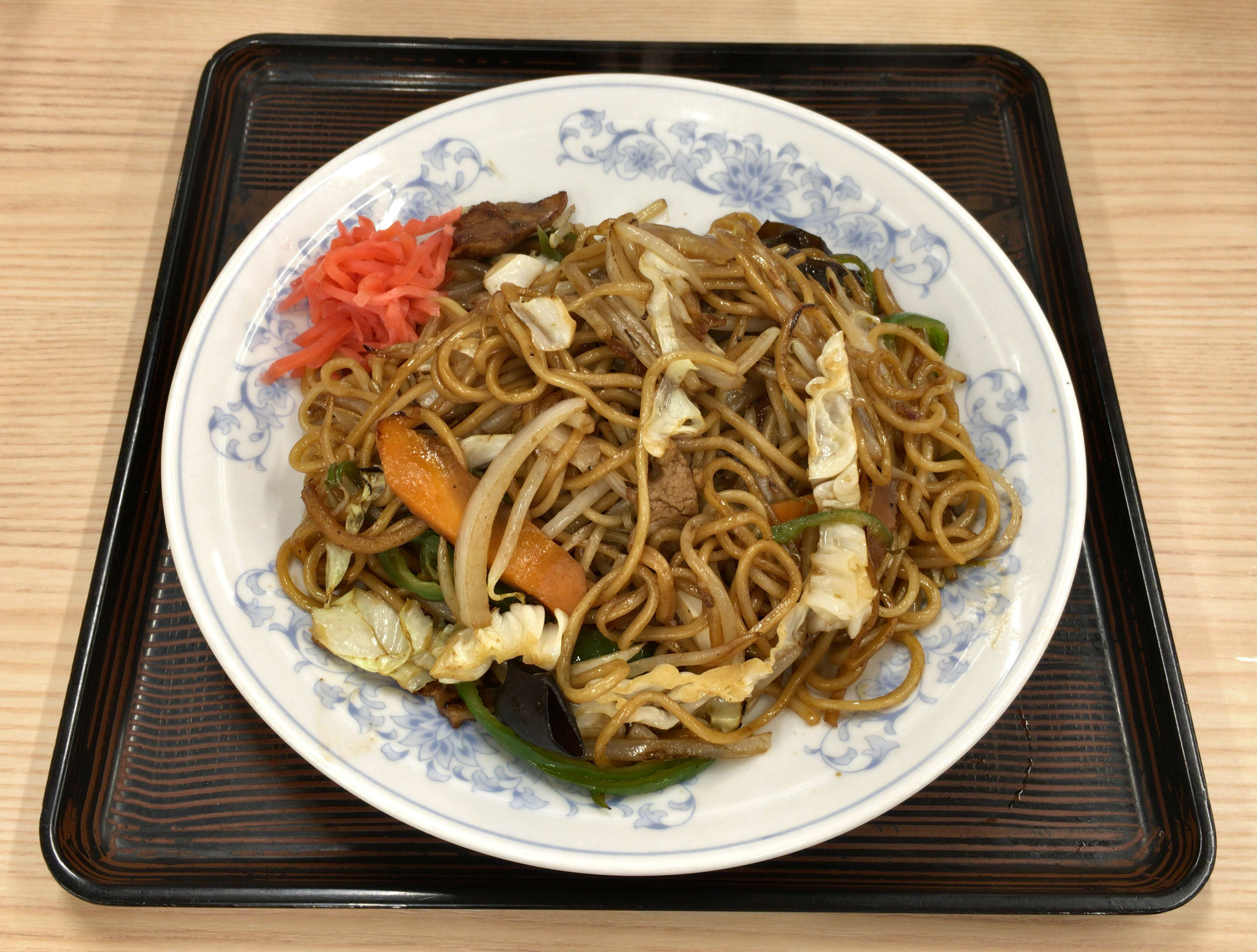
Uma porção de yakisoba

Uma das comidas que faz muito sucesso no Brasil é o sushi e o yakissoba, que é muito comum em feiras. Até mesmo o drinque brasileiro mais famoso, a caipirinha, ganhou uma versão japonesa com saquê: a sakerinha. O bairro da Liberdade, na cidade de São Paulo, representa um exemplo da influência japonesa no Brasil, com vários restaurantes de yakisoba, sushi e sashimi, estabelecimentos de karaokê e supermercados nos quais se pode comprar o nattō e vários tipos de molho de soja.
A culinária japonesa, notavelmente popularizada no Brasil através de pratos como o rodízio de salmão e o sushi, tem impulsionado o consumo de pescado, sendo este último considerado a principal porta de entrada para novos consumidores de peixe, até mesmo em churrascarias. No entanto, o mercado enfrenta desafios como a qualidade da matéria-prima e encargos tributários. Durante a 2ª edição da Seafood Show Latin America (SSLA), temas como "Os desafios do mercado da gastronomia japonesa" e "A importância da cadeia de suprimentos no setor de restaurantes japoneses" foram discutidos, destacando as mudanças no comportamento de consumo das novas gerações e a necessidade de os proprietários de restaurantes japoneses se adaptarem a essas demandas. Com aproximadamente 16,7 mil restaurantes japoneses no país, representando 2,3% do mercado gastronômico brasileiro, o segmento é mais expressivo no Sudeste e Sul, com São Paulo detendo a maior parte deste mercado, especialmente na Grande São Paulo.
Outro prato trazido ao Brasil, o sobá, na verdade originário de Okinawa, é muito comum no estado do Mato Grosso do Sul, para onde foi levado pelos imigrantes originários de Okinawa vindos em 1908 e e se estabelecendo na cidade de Campo Grande. As familias okinawenses abriram vários estabelecimentos vendendo o prato, mas com adaptações utilizando de ingredientes locais, originando o "Sobá a moda Campo Grande". Atualmente, a cidade é conhecida como a capital do sobá, possuindo um monumento e um feriado dedicados ao prato. 

## Artes marciais
A diáspora japonesa forneceu uma porta de entrada para a influência cultural japonesa no Brasil que se destaca na tecnologia agrícola, culinária, mas também em esportes tais como: aikidô, caratê, jiu-jitsu, kendo,, judô, sumô.. Nesse quesito há um nipo-brasileiro ilustre. O lutador de MMA Lyoto Machida, que foi campeão do UFC.
Além dessas artes marciais, há a prática do Jiu-jítsu brasileiro (Brazilian jiu-jítsu). A luta do jiu-jitsu foi uma luta aperfeiçoada no Japão e foi levado a outros países como o Brasil. 

## Religião
Os japoneses trouxeram para o Brasil duas religiões, o budismo e o xintoísmo, crenças muito presentes na Terra do Sol Nascente. Porém, atualmente muitos nipônicos são católicos e evangélicos, principalmente aqueles que vivem no Brasil. Muitos brasileiros que imigraram para o Japão inauguraram igrejas por lá e ajudam no crescimento do Cristianismo no arquipélago.

## Bibiografia
- Daigo, Masao (2008). Pequena história da imigração japonesa no Brasil. São Paulo, São Paulo: Gráfica Paulos
- Kishimoto, Alexandre (2013). Cinema japonês na Liberdade. São Paulo, São Paulo: Estação Liberdade. ISBN 978-85-7448-216-3
- Moreno, Leila Yaeko Kiyomura (2012). Dissertação apresentada para obtenção do Título de Mestre em Estética e História da Arte intitulada: Tikashi Fukushima: um sonho em quatro estações (Estudo sobre o Ma no processo de criação do artista nipo-brasileiro). Universidade de São Paulo, São Paulo: [s.n.]
- Museu de Arte de São Paulo Assis Chateaubriand, Banco América do Sul (Brasil) (1988). Vida e arte dos japoneses no Brasil. [S.l.]: Museu de Arte de São Paulo Assis Chateaubriand